# Ancistrosyrinx clytotropis
Ancistrosyrinx clytotropis là một loài ốc biển, là động vật thân mềm chân bụng sống ở biển trong họ Turridae.

## Phân bố
các vùng nước thuộc châu Âu